# Championnat de Roumanie de football 1988-1989
Navigation
Saison précédente Saison suivante
La saison 1988-1989 du Championnat de Roumanie de football était la 71e édition de la première division roumaine. Le championnat rassemble les 18 meilleures équipes du pays au sein d'une poule unique, où chaque club rencontre tous ses adversaires 2 fois, à domicile et à l'extérieur.
C'est le club du Steaua Bucarest, tenant du titre depuis 4 ans, qui termine une nouvelle fois en tête du championnat et remporte le 14e titre de champion de Roumanie de son histoire. Le Steaua réussit un 3e doublé Coupe-championnat consécutif en battant (pour la troisième fois également) le Dinamo Bucarest en finale de la Coupe de Roumanie.
Le Steaua et le Dinamo se livrent à un duel mémorable durant toute la saison : le Steaua termine invaincu, avec 3 points d'avance sur son dauphin, mais 20 sur le troisième, le Victoria Bucarest. Les 2 équipes de tête ont fait parler la poudre, à elles deux, elles ont marqué 250 buts, soit plus que les 6 derniers du classement !

## Les 18 clubs participants
| - Dinamo Bucarest - ASA Târgu Mureș - FC Arges Pitesti - Steaua Bucarest - Petrom Flacara Moreni - Sportul Studentesc Bucarest - Farul Constanta - Promu de Divizia B - Universitatea Craiova - FC Bihor Oradea - Promu de Divizia B | - FC Brasov - FC Inter Sibiu - Promu de Divizia B - FC Olt Scornicesti - SC Bacau - FC Rapid Bucarest - FC Corvinul Hunedoara - AS Victoria Bucarest - Otelul Galati - Universitatea Cluj |

## Compétition

### Classement
Le classement est établi en utilisant le bareme suivant :
- Victoire : 2 points
- Match nul : 1 point
- Défaite, forfait ou abandon : 0 point

| Rang | Équipe                      | Pts | J  | G  | N | P  | Bp  | Bc  | Diff |
| ---- | --------------------------- | --- | -- | -- | - | -- | --- | --- | ---- |
| 1    | Steaua Bucarest (T) (C)     | 65  | 34 | 31 | 3 | 0  | 121 | 28  | +93  |
| 2    | Dinamo Bucarest             | 62  | 34 | 30 | 2 | 2  | 130 | 28  | +102 |
| 3    | Victoria Bucarest           | 45  | 34 | 20 | 5 | 9  | 81  | 60  | +21  |
| 4    | Petrom Flacăra Moreni       | 36  | 34 | 16 | 4 | 14 | 63  | 47  | +16  |
| 5    | Universitatea Craiova       | 36  | 34 | 15 | 6 | 13 | 52  | 52  | 0    |
| 6    | Sportul Studentesc Bucarest | 34  | 34 | 15 | 4 | 15 | 52  | 59  | -7   |
| 7    | FC Bihor Oradea (P)         | 32  | 34 | 13 | 6 | 15 | 40  | 46  | -6   |
| 8    | FC Olt Scornicești          | 32  | 34 | 12 | 8 | 14 | 38  | 47  | -9   |
| 9    | Farul Constanța (P)         | 32  | 34 | 14 | 4 | 16 | 36  | 48  | -12  |
| 10   | FC Brașov                   | 31  | 34 | 12 | 7 | 15 | 46  | 52  | -6   |
| 11   | FC Inter Sibiu (P)          | 31  | 34 | 13 | 5 | 16 | 45  | 57  | -12  |
| 12   | SC Bacău                    | 30  | 34 | 13 | 4 | 17 | 49  | 55  | -6   |
| 13   | FC Argeș Pitești            | 30  | 34 | 13 | 4 | 17 | 40  | 50  | -10  |
| 14   | Universitatea Cluj          | 30  | 34 | 11 | 8 | 15 | 43  | 55  | -12  |
| 15   | FC Corvinul Hunedoara       | 29  | 34 | 13 | 3 | 18 | 47  | 68  | -21  |
| 16   | Otelul Galati               | 28  | 34 | 11 | 6 | 17 | 36  | 59  | -23  |
| 17   | FC Rapid Bucarest           | 23  | 34 | 10 | 3 | 21 | 39  | 67  | -28  |
| 18   | ASA Târgu Mureș             | 6   | 34 | 2  | 2 | 30 | 23  | 101 | -78  |

|  | Qualifié pour la Coupe des clubs champions 1989-1990 |
|  | Qualifié pour la Coupe des Coupes 1989-1990          |
|  | Qualifié pour la Coupe UEFA 1989-1990                |
|  | Relégation en Divizia B                              |

## Bilan de la saison
| Tableau d'Honneur                   |                 |
| Compétition                         | Vainqueur       |
| Championnat de Roumanie de football | Steaua Bucarest |
| Coupe de Roumanie de football       | Steaua Bucarest |

| Qualifications européennes          |                                            |
| Compétition                         | Qualifié                                   |
| Coupe des clubs champions 1989-1990 | Steaua Bucarest                            |
| Coupe des Coupes 1989-1990          | Dinamo Bucarest                            |
| Coupe UEFA 1989-1990                | AS Victoria Bucarest Petrom Flacara Moreni |

| Promotions et relégations |                                                           |
| Promus en Divizia A       | Petrolul Ploiesti SC Jiul Petrosani Politehnica Timisoara |
| Relégués en Divizia B     | Otelul Galati FC Rapid Bucarest ASA Târgu Mureș           |